# Latour, Haute-Garonne
 Latour, Haute-Garonne  là một xã thuộc tỉnh Haute-Garonne trong vùng Occitanie tây nam nước Pháp. Xã này nằm ở khu vực có độ cao trung bình 310 mét trên mực nước biển.